# Dósa Zsuzsa
Dósa Zsuzsa (névváltozat: Dósa Zsuzsanna; Csehszlovákia, Rimaszombat, 1967. május 11. –) Domján Edit-díjas magyar színésznő, rendező, fordító. 

## Életpályája
1967-ben született a felvidéki Rimaszombaton. 1989-1993 között a Pozsonyi Színművészeti Főiskola hallgatója volt. Már 1987-től játszott a kassai Thália Színházban. 1993-1994 között a komáromi Jókai Színház, 1994-2008 között a Győri Nemzeti Színház tagja volt. 2004-ben megalapította a Proscenium Színitanodát. 2004-től a szarvasi Cervinus Teátrum színésze is, majd 2012-től művészeti igazgatója.

## Színházi szerepeiből
- William Shakespeare: Szentivánéji álom... Titánia (tündérkirályné)
- William Shakespeare: Rómeó és Júlia... Lady Capulet
- William Shakespeare: Othello, a velencei mór... Emília
- Molière: Scapin, a nápolyi...  Zerbinette
- Friedrich Schiller: Ármány és szerelem... Lady Milford (a fejedelem kegyencnője)
- Anton Pavlovics Csehov: Három nővér... Olga
- Makszim Gorkij: Éjjeli menedékhely... Vaszilissza
- Tennessee Williams: A vágy villamosa... Stella DuBois
- Tennessee Williams: Macska a forró bádogtetőn... Margaret
- Federico García Lorca: Bernarda Alba háza... Angustias
- Robert Harling: Acélmagnóliák... Truvy
- Michel Tremblay: Sógornők... Thérése Dubuc
- Móricz Zsigmond: Rokonok... Lina
- Molnár Ferenc: A hattyú... Symphorosa
- Barta Lajos: Szerelem... Nelli
- Örkény István: Macskajáték... Ilus
- Szakonyi Károly: Adáshiba... Vanda
- Bereményi Géza: Az arany ára... Monoriné
- Fenyő Miklós – Novai Gábor – Böhm György – Korcsmáros György: Hotel Menthol... Csacsacsa
- Huszka Jenő: Lili bárónő... Agátha
- Belinszki Zoltán: Holle anyó... Holle anyó

## Rendezéseiből
- Déry Tibor – Pós Sándor – Presser Gábor – Adamis Anna: Képzelt riport egy amerikai popfesztiválról
- Agatha Christie: Váratlan vendég
- William Somerset Maugham – Nádas Gábor – Szenes Iván: imádok férjhez menni
- Kosztolányi Dezső – Thuróczy Katalin: Édes Anna
- Neil Simon: Furcsa pár

## Fordításaiból
- Ivan Holub: Az angyal, avagy az igazság
- Leopold Lahola: Napfoltok
- Victor Haim: Hazárd keringő

## Filmes és televíziós szerepei
- Komédiások (2000)
- Zsaruvér és Csigavér I.: A királyné nyakéke (2001)

## Díjai és kitüntetései
- Kisfaludy-díj (2002)
- Domján Edit-díj (2005)